# 颱風梅花 (2004年)
颱風梅花（英語：Typhoon Muifa）為2004年太平洋颱風季第25個被命名的風暴。

## 氣象歷史
2004年11月14日早上在帛琉以北形成。在15日早上在馬尼拉東北偏東550公里增強為熱帶風暴。當梅花經過東經135度線，PAGASA將牠命名為Unding。10月16日，梅花轉向東北偏北移動，但稍後轉向西北偏北移動。僅僅兩天，梅花成為了颱風。18日，梅花於菲律賓以東達顛峰程度，十分鐘平均風速達每小時150公里。19日晚上，梅花在南甘馬粦省錫魯馬登陸，當時風速達每小時130公里。颱風在菲律賓列島緩慢移動，在20日下午減弱為熱帶風暴。21日梅花在南中國海增強為一股颱風，改向西北偏西術動。22日它重新增強為一每小時風力達每小時90公里的強烈熱帶風暴並集結在越南胡志明市以東440公里。梅花維持強烈熱帶風暴直到23日減弱為熱帶風暴。24日凌晨梅花掠過越南金甌省。25日梅花加速，以每小時37公里向西前進。26日早上在曼谷以南250公里减弱為一股熱帶低氣壓。同日稍後，梅花在泰國班武里府附近消散。

## 影響
在15日中午24小時內菲律賓的卡坦端内斯島錄得246.4毫米雨量。16日在南甘馬粦省那牙錄得986.1帕斯卡最低紀錄。颱風在菲律賓造成68人死亡，160人受傷及69人失蹤。總共有26,238間房屋受破壞及76,062間房屋損毀，經濟損失達10億890萬披索。梅花對越南造成毀滅性的修害。25至26日期間，在泰國班武里府24小時內錄得251.5毫米雨量。水浸及山崩造成40人死亡，另外有40多人失蹤。另外有多個村莊需要即時救援，但沒有人作出迅速行動。在越南的廣南省會安市受到水浸影響，超過80間房屋嚴重損毀。
由於梅花造成超過10.1億菲律賓比索的損失，菲律賓大氣地球物理和天文服務管理局把該颱風的當地名稱Unding從命名表中除名。以後將不再使用。2005選擇Ulysses替代Unding。

## 外部連結
- . 國立情報學研究所. （英文）